# Zahrada (film)
Zahrada je česko-slovensko-francouzský poetický film natočený v roce 1995 v režii Martina Šulíka. Film získal cenu Český lev za rok 1995 v pěti kategoriích, včetně cen pro nejlepší film, nejlepší režii a nejlepší scénář.